# William Duane

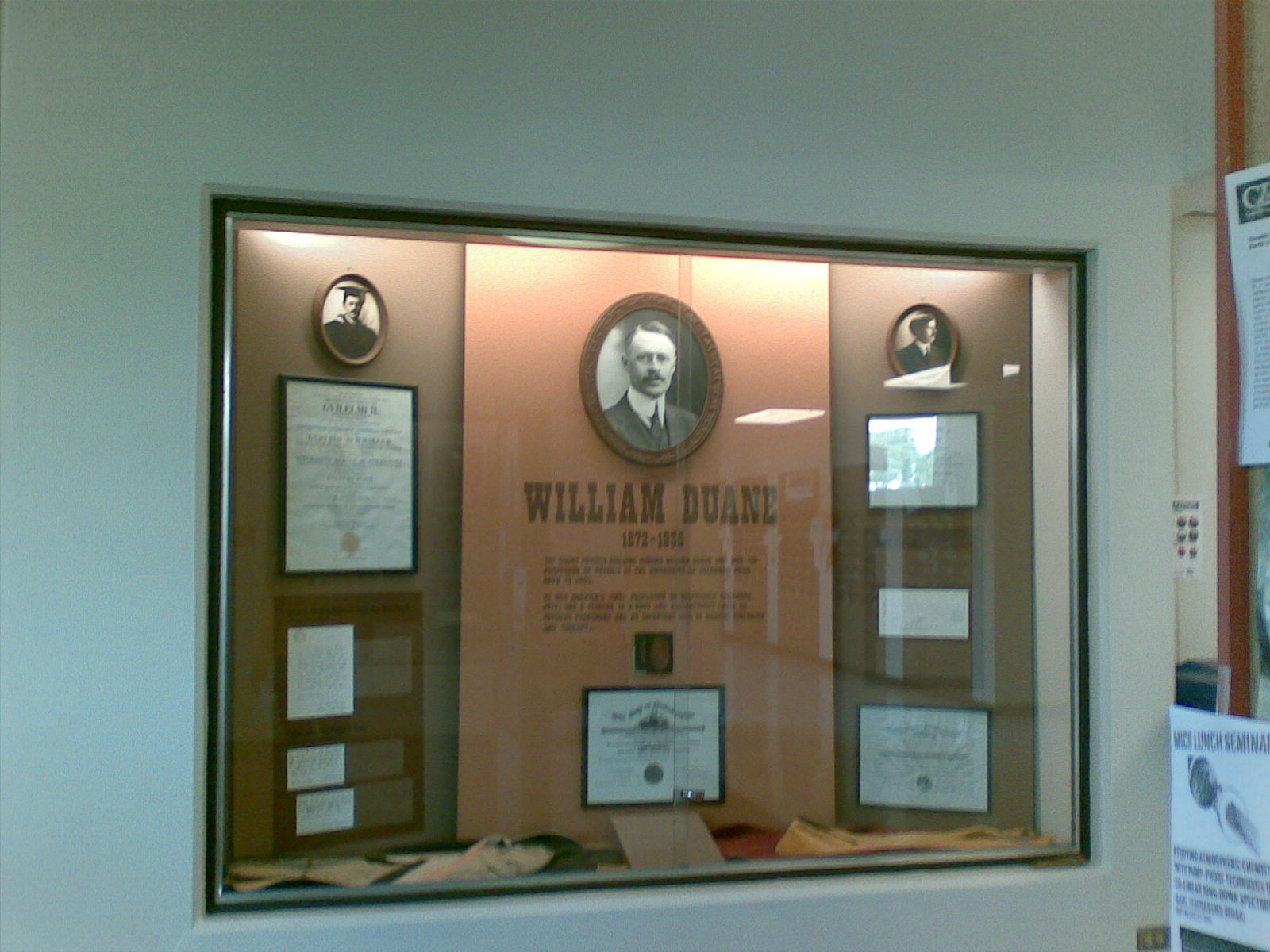
Cuadro de Duane en la Universidad de Colorado en Boulder.

William Duane (17 de febrero de 1872; 7 de marzo de 1935) fue un físico norteamericano. Colaborador de Marie Curie, desarrolló un método para generar radón en el laboratorio.

## Biografía
En 1925, Duane comenzó a sufrir un continuo deterioro en la salud producto de una diabetes. Esto culminó en su muerte el 7 de marzo de 1935.

## Honores y premios
El departemanto de física de la Universidad de Colorado en Boulder lleva su nombre. Además Duane ganó el premio Comstock en 1923.